# Bugio
Bugio ist die südlichste Insel der portugiesischen Ilhas Desertas im Nordatlantik. Sie hat eine Fläche von 3 km² und erreicht eine Höhe von 388 m. Die stark zerklüftete Insel hat eine Länge von 7500 m vom Ponta do Cágado (deutsch Kap der Schildkröte) im Norden bis zum Ponta da Agulha (deutsch Nadelspitze) im Süden. An ihrer breitesten Stelle ist Bugio 700 m breit.
Die auf Bugio brütenden Kapverdensturmvögel werden manchmal als endemische Art Pterodroma deserta abgetrennt. Die Sippe ist laut IUCN Red List gefährdet.
Am Südende der Insel befindet sich der Leuchtturm Farol da Ponta da Agulha.